# Allocyclosa
Allocyclosa bifurca es una especie de araña araneomorfa de la familia Araneidae. Es el único miembro del género monotípico Allocyclosa. Es originaria de Estados Unidos, México, Centroamérica y las Antillas.